# Dialogue (Bobby-Hutcherson-Album)
Dialogue ist ein Jazz-Album von Bobby Hutcherson, aufgenommen von Rudy Van Gelder in Englewood Cliffs, New Jersey am 3. April 1965 und veröffentlicht auf Blue Note Records.

## Das Album

### Vorgeschichte
Zwei Jahre nachdem der Vibraphonist Bobby Hutcherson erstmals bei einer Blue Note-Session als Sideman agierte, bei Jackie McLeans Album One Step Beyond – erhielt er im April 1965 erstmals Gelegenheit, ein Album unter eigenem Namen einzuspielen und zu veröffentlichen; eine vorangegangene Session (The Kicker) hatte Alfred Lion seinerzeit zurückgehalten, weil sie die identische Besetzung wie das Grant-Green-Album Idle Moments (vom November 1963) aufwies. Bob Blumenthal mutmaßte später in den liner notes zur Neuausgabe von Dialogue, dass das eher konventionelle Album The Kicker nicht zu Hutchersons stilistischer Entwicklung passte, die sich seit seiner Mitwirkung ab 1964 an Alben der Jazz-Avantgarde vollzog, wie Eric Dolphys Album Out to Lunch!, Tony Williams’ Life Time und Andrew Hills Judgment!. Dieser hatte als Komponist und Pianist maßgeblichen Anteil am Konzept des Dialogue-Albums. Mit Freddie Hubbard, Richard Davis hatte Hutcherson 1964 bei dem Dolphy-Album mitgewirkt. Der Vibraphonist erinnerte sich später an diese Phase des Free Jazz, dass die Musiker dieser Generation, die oft keine Cabaret Card hatten, um in Clubs aufzutreten, sich in Lofts zu Jam-Sessions oder in Parks zusammenfanden, um Neues auszuprobieren. Er erinnert sich, wie er heimfuhr voll von Eindrücken von einem Vortrag von Malcolm X an einer Straßenecke und einem Freiluft-Konzert von Sun Ra, um Dinge aufzuschreiben, nur um Teil dieser ganzen Entwicklung zu sein. :

### Die Musik des Albums
Das meiste Material des Dialogue-Album schrieb allerdings Andrew Hill; die Komposition „Idle While“ sowie das Titelstück steuerte Schlagzeuger Joe Chambers bei. Das Album etablierte Joe Chambers Rolle als Komponisten, was sich dann im nächsten Hutcherson-Album Components fortsetzen sollte. Der erste Titel, Andrew Hills Komposition „Catta“, ist ein Mambo im 8/8-Takt. Sam Rivers spielt ein Solo auf dem Tenor, begleitet von einem perkussiv agierenden Andrew Hill. Hubbard hat das zweite Solo, gefolgt von Hutchersons ausgedehntem Solospiel auf der weicher klingenden Marimba; es sei „eine Art von Stücken, in denen ich mich verlieren kann“, meinte Hutcherson später. Chambers’ „Idle While“ ist eine ruhig angelegte Komposition im 3/4-Takt. Beeindruckend ist nach A. B. Spellman (in den Original liner notes) das begleitende Bass-Spiel Richard Davis’ zu Hubbards und Hutchersons exzellenten Soli. Danach setzt Davis selbst zu seinem Solo ein, begleitet von der Rhythmusgruppe; anschließend improvisiert Rivers als Flötist.
Das folgende „Les Noirs Marchants“ (Der Marsch der Schwarzen) wird im Marsch-Tempo begonnen, um sich danach in freier Gruppenimprovisation aufzulösen. Keiner spielt mehr eine führende Rolle; Joe Chambers beschrieb dies als Beispiel für den „Puls der Gruppe“.
Die folgende Chambers-Komposition „Dialogue“ ist ähnlich offen angelegt; Chambers’ Konzept des freien rhythmischen Spiels erlaubt es der Rhythmusgruppe aus Vibraphon, Bass, Piano und Schlagzeug eine Art Rotation um den Beat und ständige Wechsel, in die die Bläser, darunter Rivers an der Bassklarinette, einsteigen. Hutcherson entwickelte hier die Idee, bewusst „keine Soli“ zu spielen; Vibraphon und Bassklarinette spielen kurze Duette; ähnlich Klavier und Bass, dann wieder Vibraphon und Hubbards Trompete.
Der letzte Titel des Originalalbums war Andrew Hills „Ghetto Lights“ im 6/4-Takt, ist im Vergleich zu den vorangegangenen Titel eher konventionell angelegt; er war inspiriert
durch den Anblick der Slums auf den Hügeln von São Paulo. Es enthält ein lyrisches, mit dem Plunger-Dämpfer gespieltes Solo von Hubbard, anschließend ein liebliches, relaxtes Sopransaxophon-Solo von Sam Rivers. Hutcherson erscheint als Solist erst am Ende des ruhigen Stücks.

## Wirkungsgeschichte
Der All Music Guide bewertete Dialogue 2001 mit der zweithöchsten Note; ebenso Richard Cook und Brian Morton in ihrem Penguin Guide to Jazz. Sie bemerken, dass Dialogue das wohl ambitionierteste Album sei, das der Vibraphonist je aufgenommen habe. Vieles von der Energie der Out to Lunch-Session 1964 mit Eric Dolphy, bei der Hutcherson, Davis und Hubbard mitgewirkt hätten, sei auch auf diesem Album zu finden.
Das wirklich erstaunlichste Stück der Dialogue-Session aber sei „Les Noirs Marchants“, seine Fähigkeit, sich in den musikalischen Räumen zwischen Hill und Chambers zu bewegen, sei bemerkenswert. Ian Carr bezeichnet die LP im Rough Guide Jazz als das
klassische Album der Epoche.

## Die Titel
- Bobby Hutcherson Sextet – Dialogue (Blue Note 84198 / 35586 / CDP 746537-2 / B21Y 46537)

1. Catta (Hill) 7:17
2. Idle While (Chambers) 7:21
3. Les Noirs Marchant (Hill) 6:37
4. Dialogue (chambers) 9:38
5. Ghetto Lights (Hill) 6:12
6. Jasper (Hill) 8:29 (Bonus-Track)